# تاريخ علم المواد
شكل علم المواد تطور الحضارات منذ فجر البشرية. سمحت المواد والأسلحة للبشرية بالانتشار والقهر، وما زالت التطورات في معالجة المواد مثل إنتاج الصلب والألمنيوم تؤثر على المجتمع اليوم. لقد اعتبر المؤرخون المواد على أنها جانب هام من الحضارات، حيث حددت فترات زمنية كاملة من المواد الغالبة المستخدمة (العصر الحجري، العصر البرونزي، العصر الحديدي، إلخ). بالنسبة لمعظم التاريخ المسجل، كانت مراقبة المواد من خلال الكيمياء أو الوسائل التجريبية في أحسن الأحوال. ساعدت دراسة وتطوير الكيمياء والفيزياء في دراسة المواد، وفي نهاية المطاف ظهرت الدراسة متعددة التخصصات لعلوم المواد من اندماج هذه الدراسات. تاريخ علم المواد هو دراسة لكيفية استخدام المواد المختلفة وتطويرها عبر تاريخ الأرض وكيف أثرت هذه المواد على ثقافة شعوب الأرض.

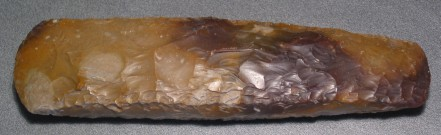
فلينت طوله حوالي 31 سم.

## العصر الحجري
بدأ استخدام المواد في العصر الحجري. عادةً ما كانت المواد مثل العظام والألياف والريش والأصداف والجلد الحيواني والطين تستخدم في الأسلحة والأدوات والمجوهرات والمأوى. كانت الأدوات الأقدم في العصر الحجري القديم، تسمى أولدوان وكانت هذه الأدوات التي تم إنشاؤها من الصخور المقطوعة التي سيتم استخدامها لغرض الكسح. مع استمرار التاريخ في عصر الميزوليتي، أصبحت الأدوات أكثر تعقيدًا وتماثلًا في التصميم مع حواف أكثر وضوحًا. بالانتقال إلى العصر الحجري الحديث، بدأت الزراعة في التطور حيث تم اكتشاف أدوات جديدة للزراعة. مع اقتراب نهاية العصر الحجري، بدأ البشر في استخدام النحاس والذهب والفضة كمادة. بسبب نعومة المعادن، كان الاستخدام العام للأغراض الاحتفالية ولإنشاء الحلي أو الأوسمة ولم يحل محل المواد الأخرى لاستخدامها في الأدوات. تنعكس بساطة الأدوات المستخدمة على الفهم البسيط للأنواع البشرية في ذلك الوقت.

## العصر البرونزي
لقد أصبح استخدام النحاس واضحًا جدًا للحضارات، مثل خواصه في المرونة واللدونة التي تسمح له بدخولها إلى أشكال مفيدة، إلى جانب قدرتها على الذوبان وتثبيتها في أشكال معقدة. على الرغم من أن مزايا النحاس كانت كثيرة، إلا أن المواد كانت ناعمة لتجد فائدة كبيرة. من خلال التجربة أو عن طريق الصدفة، تؤدي الإضافات إلى النحاس إلى زيادة صلابة سبيكة معدنية جديدة، تسمى البرونزية. كان البرونز مؤلفًا من النحاس والزرنيخ، مكونًا برونز الزرنيخ.

## العصور الوسطى
تم اكتشاف مواد خزفية أولية تعود إلى العصر الحجري الحديث، مع وجود شظايا من المواد الموجودة في المواقع الأثرية من فترة الهان الشرقية في الصين. تشير التقديرات إلى أن هذه الأواني أطلقت من 1260 إلى 1300 درجة مئوية. في القرن الثامن تم اختراع الخزف في عهد أسرة تانغ الصينية. نتج عن الخزف في الصين تطور منهجي للأفران المستخدمة على نطاق واسع مما أدى إلى زيادة الجودة والكمية التي يمكن إنتاجها. اخترع من السيراميك من قبل الكيميائيين العرب والخزافين في البصرة، العراق.
في القرن التاسع الميلادي، اخترع السيراميك في العراق، و"lustreware" نوع من الخزف ظهر في بلاد ما بين النهرين .
في القرن الحادي عشر، تم تطوير دمشق الصلب في الشرق الأوسط. في القرن الخامس عشر، قام يوهان جوتنبرج بتطوير سبيكة معدنية من النوع، وأنجيلو باروفييه اخترع cristallo، وهو زجاج شفاف قائم على الصودا.